# جانيت كوكي
جانيت كوكي (بالإنجليزية: Janet Cooke)‏ هي صحفية أمريكية، ولدت في 23 يوليو 1954 في توليدو في الولايات المتحدة.

## وصلات خارجية
- جانيت كوكي على موقع إن إن دي بي (الإنجليزية)